# TPC Cash
TPC Cash is een Nederlandse padel- en tennisvereniging uit Rijen in Noord-Brabant die is opgericht op 1 juli 1968. TPC Cash is aangesloten bij de overkoepelende tennisbond KNLTB. Voorheen heette de vereniging TC Cash; vanaf januari 2022 is de vereniging zich ook een padelvereniging gaan noemen.
De tennisclub is gehuisvest op sportpark Vijf Eiken in Rijen, waar de vereniging de beschikking heeft over 10 verlichte kunstgrasbanen en 4 padelbanen.
Het tennispark is in 2012/2011 geheel gerenoveerd. De gravel- en kunstgrasbanen zijn vervangen door smashcourt en kunstgravel en het paviljoen is uitgebreid en gemoderniseerd. In 2023 werd het tennispark wederom gerenoveerd. 
TPC Cash is onder andere bekend vanwege de organisatie van het jaarlijkse Open Vijf Eiken tennistoernooi voor de jeugd en senioren.